# Kohl (Familienname)
Kohl ist ein deutschsprachiger Familienname.

## Herkunft und Bedeutung
1. Kohl ist ein Berufsübername zu mittelhochdeutsch kōl, kœl, kœle (lateinisch: caulis ‚Stängel‘, ‚Stängelkohl‘) ‚Kohlkopf‘, ‚Kohl für den Kohlbauern‘.
2. Übername nach einer Vorliebe für Kohlgerichte.

Der Kohl spielte in der mittelalterlichen Ernährung eine wichtige Rolle.

## Namensträger

### A
- Aage von Kohl (1877–1946), dänischer Schriftsteller
- Albert Kohl (1929–2013), deutscher Heimatforscher
- Alfred Kohl (1843–1887), deutscher Lehrer und Heimatforscher
- Andreas von Kohl (1568–1655), Jurist und Vizekanzler in Brandenburg
- Anja Kohl (* 1970), deutsche Journalistin
- Anton Kohl (Politiker, 1851) (1851–1913), deutscher Geistlicher und Politiker (Zentrum), MdR
- Anton Kohl (Politiker, 1867) (1867–1934), österreichischer Politiker (SDAP)
- Anton Kohl (Intendant) (1886–1967), deutscher Regisseur und Theaterintendant
- August Kohl (1834–1921), Luxemburger Söldner

### B
- Benedikt Kohl (* 1988), deutscher Eishockeyspieler
- Benjamin Gibbs Kohl (1938–2010), US-amerikanischer Historiker
- Bernhard Kohl (* 1982), österreichischer Radrennfahrer

### C
- Charles Kohl (1929–2016), luxemburgischer bildender Künstler
- Christiane Kohl (Schriftstellerin) (* 1954), deutsche Journalistin und Schriftstellerin
- Christiane Kohl (Sängerin), deutsche Sängerin (Sopran)
- Christine von Kohl (1923–2009), dänische Journalistin und Menschenrechtlerin
- Christoph Kohl (Priester) (* 1955), deutscher römisch-katholischer Theologe und Priester im Bistum Speyer
- Christoph Kohl (Architekt) (1961–2025), italienischer Architekt und Stadtplaner
- Christophe Kohl (* 1986), österreichischer Hörfunk- und Fernsehjournalist
- Clemens Kohl (1754–1807), österreichischer Kupferstecher und Radierer

### D
- Dadja Altenburg-Kohl (* 1949), tschechische Ärztin und Unternehmerin
- Daniela Kohl (* 1972), deutsche Kinderbuchillustratorin
- Dietrich Kohl (1861–1943), deutscher Philologe, Lehrer und Archivar
- Ditmar Kohl (um 1500–1563), deutscher Politiker, Bürgermeister in Hamburg, siehe Ditmar Koel (Bürgermeister)

### E
- Emil Viktor Kohl (1862–1924), österreichischer Physiker und Hochschullehrer
- Ernst Heinrich Kohl (1825–1901), deutscher Eisenbahnmanager
- Eva Maria Kohl (* 1947), deutsche Schriftstellerin und Pädagogin

### F
- Fabian Kohl (* 1989), deutscher Volleyballspieler
- Ferdinand Kohl (1876/1877–1906), deutscher Bildhauer
- Franz Kohl (Bildhauer) (1711–1766), böhmisch-österreichischer Bildhauer
- Franz Friedrich Kohl (1851–1924), österreichischer Naturwissenschaftler und Musiker
- Franz Josef Kohl-Weigand (1900–1972), deutscher Unternehmer, Kunstsammler und Mäzen
- Frederic Kohl (* 1978), österreichischer Triathlet
- Friedrich Kohl (Techniker) (1811–1876), deutscher Lehrer, Techniker und Autor
- Friedrich Theodor Kohl (1922–2014), deutscher Architekt und Politiker (CDU)
- Friedrich Wilhelm Kohl (1811–1864), deutscher Maler
- Fritz Kohl (Manager) (1885–1947), deutscher Medienmanager
- Fritz Kohl (Agrarwissenschaftler) (1908–1980), deutscher Agrarwissenschaftler

### G
- Georg Kohl (1881–1952), deutscher Politiker (FDP)
- Gerald Kohl (* 1965), österreichischer Jurist und Hochschullehrer
- Gerd Kohl (* 1943), deutscher Fußballspieler
- Gert Kohl (* 1942), deutscher Politiker (SPD)
- Gisela Kohl-Eppelt (* 1943), deutsche Malerin, Grafikerin, Musikerin und Schriftstellerin
- Gottfried Kohl (1921–2012), deutscher Bildhauer
- Gretel Schwörer-Kohl (* 1951), deutsche Musikethnologin und Hochschullehrerin
- Gustav Kohl (1887–1949), deutscher Generalmajor

### H
- Hagen Kohl (* 1969), deutscher Politiker (AfD)
- Hannelore Kohl (1933–2001), deutsche Ehefrau von Helmut Kohl
- Hannelore Kohl (Richterin) (* 1948), deutsche Richterin
- Hans Kohl (Buchdrucker) (um 1500–1558/1559), deutscher Buchdrucker
- Hans Kohl (Maler) (1897–1990), deutscher Maler und Grafiker
- Hans Kohl (Mediziner) (1902–1967), deutscher Internist und Hochschullehrer
- Hans Kohl (Manager) (* 1958), deutscher Filmmanager
- Heinrich Kohl (Archäologe) (1877–1914), deutscher Archäologe
- Heinrich Kohl (Politiker, 1912) (1912–1984), deutscher Jurist und Politiker (FDP), MdL Hessen
- Heinrich Kohl (Politiker, 1956) (* 1956), deutscher Politiker (CDU), Oberbürgermeister von Aue
- Helmut Kohl (1930–2017), deutscher Politiker (CDU), Bundeskanzler von 1982 – 1998
- Helmut Kohl (Schiedsrichter) (1943–1991), österreichischer Fußballschiedsrichter
- Helmut Kohl (Jurist) (* 1943), deutscher Jurist und Hochschullehrer
- Helmut Kohl (Physiker) (* 1955), deutscher Physiker und Hochschullehrer
- Herb Kohl (1935–2023), US-amerikanischer Politiker
- Hermann Kohl (1920–2010), österreichischer Geologe und Museumsleiter
- Hieronymus Kohl (1632–1709), tschechischer Hofbildhauer
- Horst Kohl (Historiker) (1855–1917), deutscher Historiker
- Horst Kohl (Ingenieur) (1919–1999), deutscher Ingenieur
- Horst Kohl (Geograph) (1926–1983), deutscher Geograph und Hochschullehrer
- Horstmar Kohl (* 1927), deutscher Diplomat

### I
- Ida Kohl (1814–1888), deutsche Schriftstellerin
- Ines Kohl (* 1974), österreichische Sozialanthropologin
- Irene Kohl (1894–1990), deutsche Schauspielerin

### J
- Jaime Pedro Kohl (* 1954), brasilianischer Ordensgeistlicher, Bischof von Osório
- Jeanette Kohl (* 1963), deutsch-amerikanische Kunsthistorikerin und Hochschullehrerin
- Jerome Kohl (1946–2020), US-amerikanischer Musikwissenschaftler
- Johann Georg Kohl (1808–1878), deutscher Reiseschriftsteller
- Johann Peter Kohl (1698–1778), deutscher Theologe und Polyhistor
- Josef Kohl (Bautechniker) (1846–1906), österreichischer Bautechniker
- Josef Kohl (Instrumentenbauer) (1861–1935), deutscher Blasinstrumentenbauer
- Josef Kohl (Politiker) (1899–1969), österreichischer Politiker (SPÖ)
- Josef Kohl (Orientalist) (Josef Friedrich Kohl; 1908–1998), österreichisch-deutscher Orientalist und Hochschullehrer
- Josef Kohl (Fußballspieler) (* 1928), deutscher Fußballspieler
- Josefine Kohl (1921–2012), deutsche Leichtathletin
- Julius Kohl (1884–nach 1936), deutscher Chemiker und Industriemanager
- Jürgen Kohl (* 1946), deutscher Soziologe und Hochschullehrer

### K
- Karl Kohl (Politiker) (1869–1935), deutscher Politiker
- Karl Kohl (Radsportler) (1893–1959), deutscher Radsportler
- Karl Kohl (Physiker) (1896–1984), deutscher Physiker
- Karl-Heinz Kohl (* 1948), deutscher Ethnologe
- Klaus Dieter Kohl, deutscher Brigadegeneral
- Klaus-Peter Kohl (* 1944), deutscher Boxpromoter
- Kurt Kohl (1918–2002), deutscher Psychologe

### L
- Leonhard Kohl von Kohlenegg (1834–1875), österreichisch-deutscher Schriftsteller und Schauspieler
- Lia Kohl (* 1989), US-amerikanische Musikerin und Klangkünstlerin
- Ludwig Kohl (Maler) (1746–1821), böhmischer Maler und Radierer
- Ludwig Kohl-Larsen (1884–1969), deutscher Arzt und Forschungsreisender
- Lukas Kohl (* 1996), deutscher Kunstradfahrer

### M
- Maike Kohl-Richter (* 1964), deutsche Volkswirtin
- Manfred Kohl (Geograph) (* 1939), deutscher Geograph
- Manfred Kohl (Physiker) (* 1961), deutscher Physiker und Hochschullehrer
- Manfred Waldemar Kohl (* 1939/1945), deutscher Theologe und Gründer von World Vision
- Marius Kohl (* 1952), luxemburgischer Finanzbeamter
- Matthias Kohl (* 1973), deutscher Mathematiker und Statistiker
- Max Kohl (1881–1976), deutscher Fabrikant und Gerechter unter den Völkern
- Melchior Kohl (1583–1626), deutscher Münzmeister
- Michael Kohl (1929–1981), deutscher Diplomat
- Monika Kircher-Kohl (* 1957), österreichische Managerin und Politikerin, siehe Monika Kircher

### N
- Norbert Kohl (* 1939), deutscher Anglist

### O
- Oliver Kohl (* 1964), deutscher General
- Otto Kohl (1886–1972), deutscher Generalleutnant

### P
- Paul Kohl (Drucker) († nach 1540), deutscher Drucker
- Paul Kohl (Philatelist) (1852–1925), deutscher Philatelist und Verleger, siehe Kohl-Briefmarken-Handbuch
- Paul Kohl (Radsportler) (1894–1959), deutscher Radrennfahrer
- Paul Kohl (Schriftsteller) (* 1937), deutscher Schriftsteller
- Peter Kohl (Fußballspieler) (* 1942), deutscher Fußballspieler und -trainer
- Peter Kohl (Journalist) (* 1962), deutscher Sportmoderator
- Peter Kohl (Mediziner) (* 1962), deutscher Kardiologe
- Peter Kohl (Unternehmer) (* 1965), deutscher Autor und Unternehmer, Sohn von Helmut Kohl
- Peter Kohl (Künstler) (* 1971), österreichischer Künstler
- Philipp von Kohl (1857–1919), deutscher Zollbeamter
- Philipp Kohl (Politiker) (* 1980), österreichischer Politiker (ÖVP), Mitglied des Bundesrates
- Philipp Kohl (Regisseur) (* 1983), deutscher Filmregisseur, Autor und Musiker

### R
- Ralf Kohl (* 1965), deutscher Fußballspieler
- Robert Kohl (Theologe) (1813–1881), deutscher Theologe
- Robert Kohl (Politiker), deutscher Politiker (SPD)
- Robert Kohl (Maler) (1891–1944), österreichischer Maler und Grafiker
- Rolf Dieter Kohl (* 1939), deutscher Archivar und Historiker
- Rudolf Kohl (1895–1964), deutscher Politiker (KPD)

### S
- Silke Kohl (* 1971), deutsche Politikerin (CDU)
- Stephan Kohl (* 1945), deutscher Anglist

### T
- Thomas Kohl (Maler) (* 1960), deutscher Maler
- Thomas Kohl (Mediziner) (* 1962), deutscher Mediziner und Hochschullehrer
- Thomas Kohl (Designer) (* 1974), deutscher Designer und Unternehmer
- Thomas Kohl (Historiker) (* 1978), deutscher Historiker

### V
- Volker Schmidt-Kohl (1939–2014), deutscher Philosoph und Hochschullehrer

### W
- Walter Kohl (Schriftsteller) (* 1953), österreichischer Schriftsteller
- Walter Kohl (Unternehmer) (* 1963), deutscher Autor, Volkswirt und Historiker, Sohn von Helmut Kohl
- Werner Kohl (1945–2015), österreichischer Chemotechniker und Autor
- Wilhelm Kohl (Limesforscher) (1848–1898), deutscher Apotheker und Limesforscher
- Wilhelm Kohl (Historiker) (1913–2014), deutscher Historiker
- William Kohl (1863–1922), sächsischer Generalleutnant
- Wolf Kohl (* 1945), deutscher Journalist und Autor
- Wolfgang Kohl (* 1950), deutscher Bildhauer